# Venyera–6
A Venyera–6 a szovjet Venyera-program hatodik űrszondája volt. A Venyera–5 ikertestvére, méretük, műszerezettségük és küldetésük is megegyezett.

## A leszállóegység
Lásd: Venyera–5.

## A küldetés eredménye
127 napos űrutazás után 1969. május 17-én 7 óra 5 perckor lépett be a Vénusz légkörébe. A Venyera-5-höz hasonlóan légköri adatokat küldött vissza a Földre. Az adatfolyam 51 percen keresztül tartott, majd mikor a leszállóegység elérte a 17 km-es magasságot, megszűnt a rádiókapcsolat (az óriási, 2,7 MPa nyomást nem bírta ki a szerkezet).

## Az eredmények felhasználása
Lásd: Venyera–5.